# Haruko Sagara
Haruko Sagara (相楽晴子, Sagara Haruko, née le 1er mars 1968 à Kōriyama, dans la Préfecture de Fukushima, au Japon) est une chanteuse et actrice japonaise. 

## Biographie
Elle débute comme idole japonaise en 1985, interprétant l'un des rôles principaux de la série télévisée Sukeban Deka II. Elle tourne ensuite durant les dix années suivantes dans une dizaine de films et dans une vingtaine de drama, et sort en parallèle une dizaine de singles et deux albums. Elle gagne notamment un prix d'interprétation au Festival du film de Yokohama en 1989 pour son rôle dans le film Dotsuitarunen (en). En 1995, elle émigre à Los Angeles, et y épouse un américain, devenant Haruko Haynes, et arrête sa carrière artistique. Elle revient néanmoins brièvemement tourner en 2001 dans la série Ashita ga Arusa et le téléfilm qui en est tiré en 2002. Elle s'installe ensuite à Hawaï, et y ouvre en 2008 une agence de tourisme, Zekoo Hawaii.

## Discographie
Albums
Compilation
Singles

## Filmographie
- 2002 : Ashita ga aru sa : The Movie (téléfilm) : Sadayo Hamada
- 2001 : Ashita ga aru sa (série télévisée) : Sadayo Hamada
- 1995 : Endless Waltz : Lily
- 1993 : If: Moshimo (série télévisée)
- 1991 : AD Bugi (série télévisée) : Naoko Kôsaka
- 1991 : Shin dosei jidai : Miyako Morino
- 1991 : Kinyoubi no shokutaku (Téléfilm)
- 1990 : Saraba itoshino yakuza : Kimiko Takanashi
- 1990 : Ruten no umi : Naoko
- 1990 : Maria no ibukuro : Shoko
- 1990 : Yonimo kimyô na monogatari (série télévisée)
- 1989 : Gojira vs. Biorante : TV reporter
- 1989 : Harasu no ita hibi
- 1989 : Dotsuitarunen : Takako Kamoi
- 1988 : Bakayarô!: Watashi okkote masu : Shizuka Atsugi (Episode 1)
- 1988 : Marilyn ni aitai : Rie (cameo)
- 1987 : Hissatsu 4: Urami harashimasu : Omitsu
- 1987 : Sukeban Deka (film) : Kyôko Nakamura/'Okyô'
- 1986 : Koisuru onnatachi : Teiko Shima
- 1985-1986 : Sukeban Deka II : Shôjo tekkamen densetsu (série télévisée) : 'Okyô' / Kyôko Nakamura